# Günter Scherbarth
Günter Scherbarth (* 1930 in Berlin; † 2000 ebenda) war ein deutscher Grafiker, Maler und Hochschullehrer, dessen besonderes Interesse der Schrift und dem Akt galt. Er schuf abseits der Avantgarde und des Kunsthandels seiner Zeit. Mit seiner Frau, der Kinderbuchmalerin Eva Scherbarth, hatte er zwei Söhne, von denen einer schon in jungen Jahren tödlich verunglückte. Eine andere Last trug Scherbarth infolge eines Nierenleidens, das er sich sehr wahrscheinlich bei Kriegsende als Zwangsmitglied des nationalsozialistischen Volkssturms zugezogen hatte.

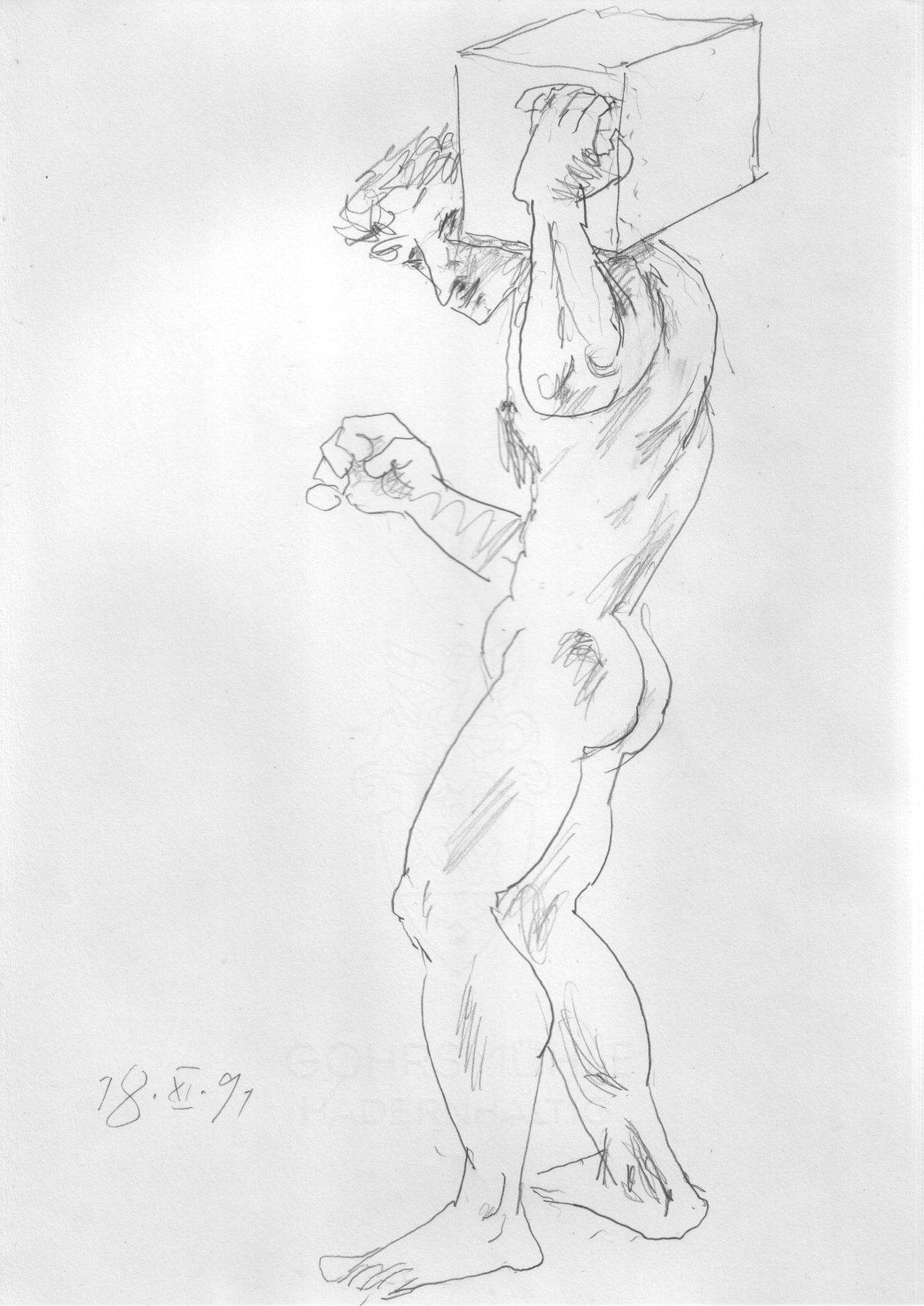
Günter Scherbarth: Studie zum Ring, 1991

## Leben
Scherbarth schloss sein Studium an der Berliner Hochschule für Bildende Künste 1952 als Meisterschüler von Ernst Böhm ab (angewandte Grafik). Bis 1957 arbeitete er als freier Grafiker. Anschließend lehrte er zunächst an der Berliner Meisterschule für Kunsthandwerk (später Werkkunstschule), ab 1971 an der soeben gegründeten Hochschule der Künste, die ihm im Fachbereich Visuelle Kommunikation eine Professur für Grafik und Schrift verlieh. Er nahm seine Lehrtätigkeit sehr ernst, obwohl er sie stets mit Scherzen und Possen zu würzen verstand. Zeigten sich Schüler beispielsweise von Wilhelm Busch unbeleckt, spielte Scherbarth ihnen Szenen aus Max & Moritz vor. Kurz nach seiner Pensionierung 1992 unterzog sich Scherbarth einer Nierentransplantation. Sie gab ihm zwar eine gewisse Bewegungsfreiheit wieder, schlug ihn aber auch mit manchen kräftezehrenden Nebenwirkungen. Scherbarth starb kurz vor Vollendung eines auf rund 200 Blatt angelegten Radierungszyklus nach Richard Wagners Ring des Nibelungen in seiner langjährigen Wohnung in Berlin-Spandau.

## Werk
In der Spandauer Zitadelle hatte Scherbarth zunächst 1977 eine Einzelausstellung mit Zeichnungen und Gemälden, dann wieder 1996, wo er die ersten 117 Blätter des Ring-Zyklus vorstellte. Scherbarth hatte die Zink- oder Kupferplatten vermittels etlicher Techniken wie Kaltnadel, Strichätzung, Aquatinta bearbeitet, die er virtuos zu kombinieren verstand. Die Abzüge von den Platten besorgte er mit Hilfe einer altertümlichen Radierpresse eigenhändig. Die Schwarzweiß-Blätter führen den Kampf der Helden und Unholde um Macht, Reichtum und Liebe mit ungleich mehr Komik vor als Librettist und Komponist Richard Wagner, der seine Stabreime stets im Brustton der Überzeugung von sich gegeben hatte. Scherbarth erzielt diese komische Wirkung nicht zuletzt durch seinen Einfall, vorwiegend mit Akten zu arbeiten, d. h., er gibt all die Prahlhänse, Schurken und Walküren nackt. Laut Henner Reitmeier, der zu Scherbarths Stammodellen zählte, zeigte sich dessen HdK-Kollege F. W. Bernstein vom Zugriff und dem langen Atem dieses Radierungszyklus beeindruckt. Nur fürs Inferno der Wagnerschen Götterdämmerung reichten Scherbarths Tugenden nicht mehr aus. Sein Nachlass wird von seiner Frau verwaltet.